# 川崎正蔵
川崎 正蔵（かわさき しょうぞう、天保8年7月10日〈1837年8月10日〉 - 大正元年〈1912年〉12月2日）は、日本の実業家、政治家。神戸川崎財閥の創設者。川崎造船所（現・川崎重工業）創業者。美術蒐集家。川崎美術館（日本で最初の私立美術館）建設。貴族院議員。幼名・磯治。別名、利右衛門。従五位。隠居後は米寿まで生きることを願って「川崎米年蔵」を名乗った。

## 人物
薩摩国鹿児島城下下町大黒町（現在の鹿児島県鹿児島市大黒町）生まれ。父は呉服商、川崎利右衛門。15歳頃から家系を助けるため、幕末に廻船・海運業で活躍した薩摩藩御用商人・浜崎太平次の経営する山木屋の店員として就職する。17歳となった嘉永6年（1853年）に山木屋の長崎支店に赴任する。藩命によって金・米を扱った。鹿児島と長崎で貿易、海運、造船などの事業を経営する訓練を受けた正蔵は、薩摩藩や幕府の近代的洋式船舶から多くの刺激を得る。山木屋長崎支店に住み込みで働きながら、日中は近くの中華街や出島のオランダ商館へ出かけて輸出入業務に励み、夜は外国語の勉強に時間を費やした。
その後、山木屋の大番頭となるが、太平次が没した文久3年（1863年）に大阪へ移り自分の店を開いた。鹿児島町吏、さらに大坂の蔵屋敷用達を命ぜられたが、貿易に着目して藩庁を説き、西洋型帆船を数隻購入して薩摩国産物を畿内に輸送し、巨利を博した。
明治4年（1871年）に上京。明治6年（1873年）、帝国郵便汽船会社の副社長となり、東京・琉球間の郵便航路の開始に尽力した明治10年（1877年）、大阪に官糖取扱店を開き、また琉球反物の運送販売によって巨利を得て、念願であった造船業を開始する。明治11年（1878年）に築地造船所を、明治13年（1880年）に兵庫川崎造船所を開業する。明治14年（1881年）には没落した浜崎太平次家から堺紡績所を入手。明治19年（1886年）に官営兵庫造船所の払い下げを受けて、明治20年（1887年）に川崎造船所（現・川崎重工業）を設立。明治29年（1896年）、川崎造船所を株式会社に改組する。改組に伴い、自らは顧問に退き、松方幸次郎（松方正義の三男）を初代社長に、川崎芳太郎（娘婿で養嗣子）を副社長に抜擢した。
明治23年（1890年）9月29日、貴族院多額納税者議員。明治31年（1898年）、「神戸新聞」を創刊。明治38年（1905年）には神戸川崎銀行を開設し、監督に就任した。また美術品の収集でも知られ、1890年には神戸の自邸内に川崎美術館とその付属館である長春閣をつくった。

## 川崎美術館と長春閣・美術収集家としての正蔵

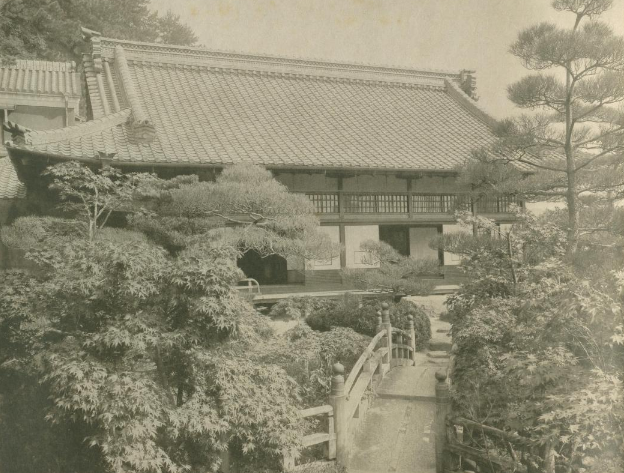
長春閣

明治29年（1896年）に第一線を引退してからの川崎は、造船事業家よりも美術収集家として社会的に有名であった。家屋・庭園・美術品は川崎の唯一の趣味であり、仕事で他家を訪問するごとに、家屋や庭園、さらに床の間の書画・置物・装飾品に至るまで深い注意を払っていた。
明治維新の後、日本から伝統的な美術品は輸出され欧米の美術愛好者の所蔵に加わり、多くの名品が国内で見られなくなる事態が出現しつつあった。川崎は日本の優品の国外流出を恐れ、明治11年（1878年）に築地造船所の経営に着手した頃から美術品を収集し、生涯にわたって2000余点の名品を買い求め、手放すときは転売せず知人に贈った。そして明治18年（1885年）に神戸・布引（現在の新神戸駅北西）の本邸に着工すると屋敷内に美術館を建て、収集品を一般に公開した。その中でも、中国の元時代の名画で足利将軍家・織田信長・石山本願寺に伝来した顔輝作「寒山拾得二幅対」や、春日基光画「千手千眼観音」は特に世間で有名であった（いずれも後に国宝に指定）。しかし収集した美術品の多くは、昭和2年（1927年）の昭和金融恐慌で川崎家が危機に陥った時に売却された。
川崎は単なる美術収集家にとどまらず、自ら美術品の製作も行っている。明代の万暦七宝に匹敵できる七宝焼を完成させることを志し、尾張七宝焼の後継者であった梶佐太郎一族を明治30年（1897年）に神戸に呼びよせた。梶らは布引山に設けられた七宝焼の工場で研究を重ねると、3年後には見事な七宝焼の製作に成功した。明治33年（1900年）にはパリ万国博覧会に大花瓶と大香炉を出品し、名誉大賞を獲得した。
この博覧会に出席するために、川崎は一族7人を引き連れてヨーロッパを巡遊し、イギリスの造船業と諸国の美術工芸を見てまわった。そしてこれが最後の社会的活動であった。その後は体調を崩し、健康回復を第一目標として、全国各地の別荘をめぐる「富豪の隠居」暮らしを行っていた。

## 親族

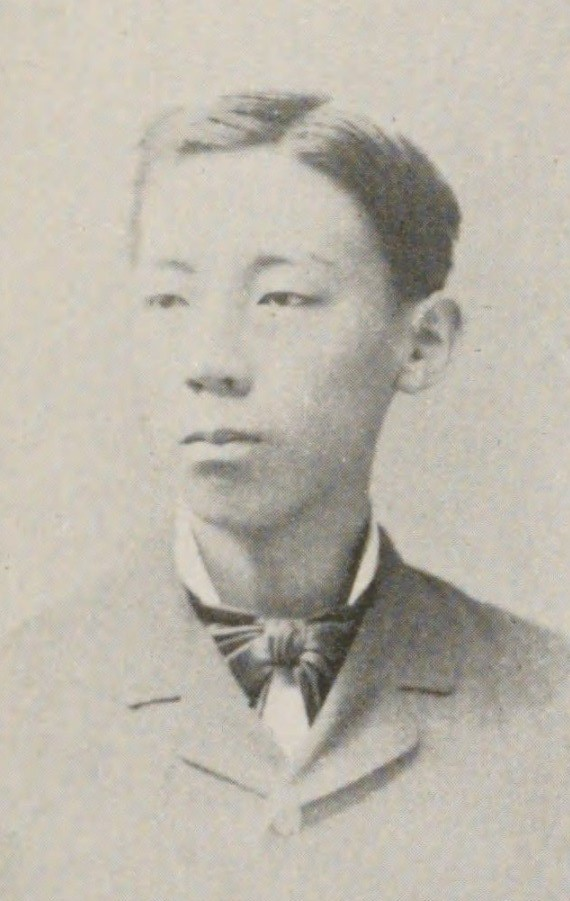
三男の新二郎

長男は夭折し二男・正左衛門は慶應義塾在学中に急死、三男・新次郎（新二郎とも）もアメリカ留学中に病没した。新次郎は慶應義塾を経て東京予備門（のちの第一高等学校）を卒業し、1885年2月にアメリカのイーストマン商業学校（ニューヨーク州ポキプシー）に留学したが、翌月に肺炎で亡くなった。亡骸は日下部太郎ら日本人留学生が多数眠るラトガース大学横のウィローグローブ墓地に埋葬された。翌1886年に他家から正治を四男として養子に迎えると跡継ぎに据えたが、慶應義塾普通科2年時に文学に傾倒した正治は家業を継ぐことを拒み、廃籍された。
正蔵の甥（実妹の子）である川崎芳太郎（旧姓・鬼塚）は、1883年、伯父の正蔵を頼って上京し川崎家の書生を務め、6代目森村市左衛門の世話で前出のイーストマン商業学校で1年ほど学ぶ。帰国後、芳太郎は正蔵の二女・千賀と結婚して川崎家の養嗣子となり、川崎造船所が1896年に株式会社に改組すると副社長に就任した。曾孫（芳太郎・千賀の娘）に小説家の久坂葉子（本名、川崎澄子）。
また、横山岩次郎の娘二人を養女として伯爵林董の長男・雅之助と男爵山口正定の二男・次郎（川崎造船所技師）にそれぞれ嫁がせた。

## 栄典
位階
- 1888年（明治21年）3月31日 - 従六位[21]
- 1912年（大正元年）12月2日 - 従五位[22]

勲章等
- 1890年（明治23年）5月22日 - 日本赤十字社有功章[23]
- 1902年（明治35年）2月22日 - 勲五等瑞宝章[24]

### 注
1. ↑  同社は明治11年（1878年）に三菱汽船会社と合併する[6]。
2. ↑  川崎はその後も七宝の名品を多く製作したが、1品も売却せず、「川崎の宝玉七宝」と名づけて美術愛好家に贈っていた